# Fiat Campagnola

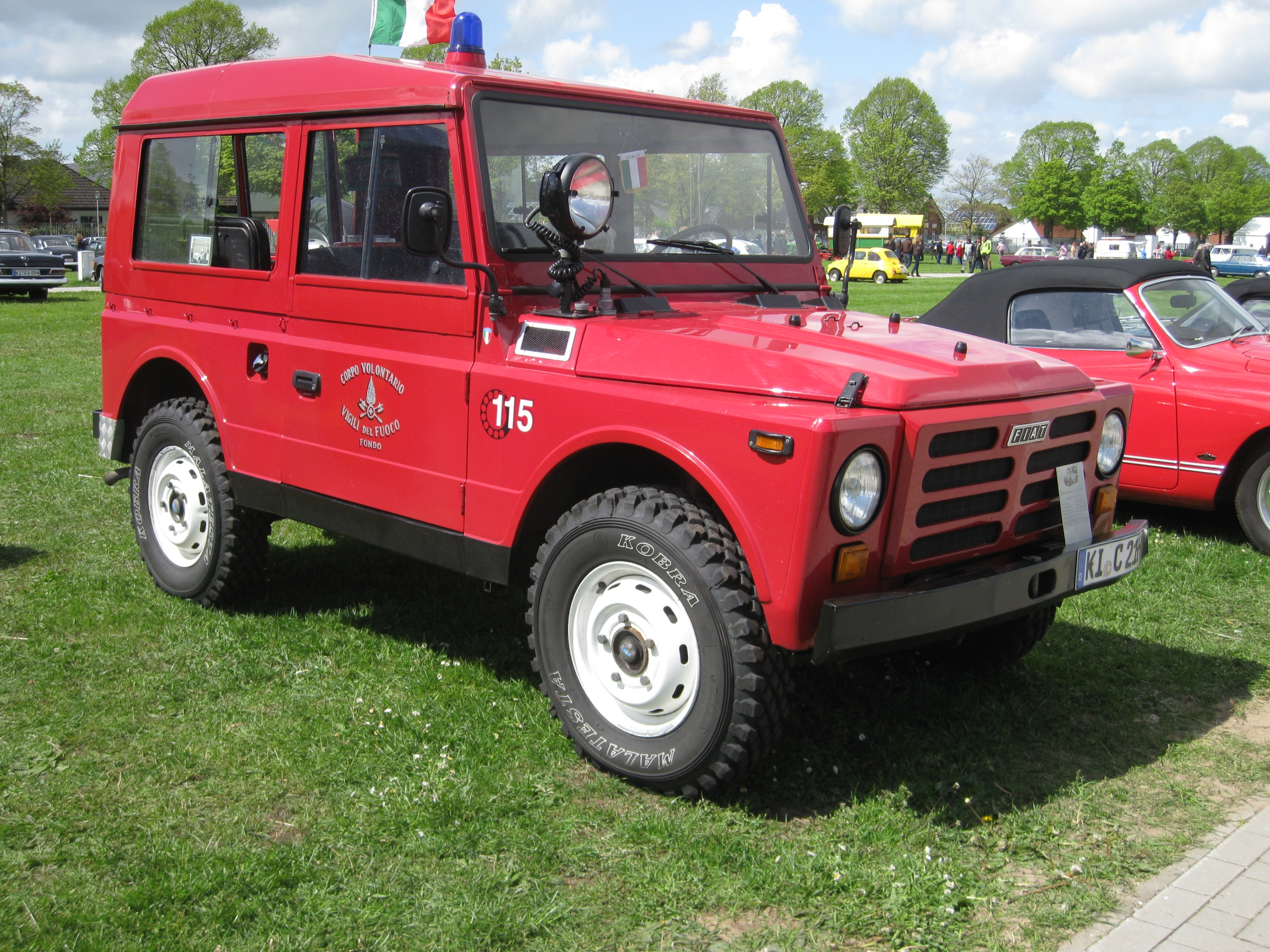
Fiat Campagnola

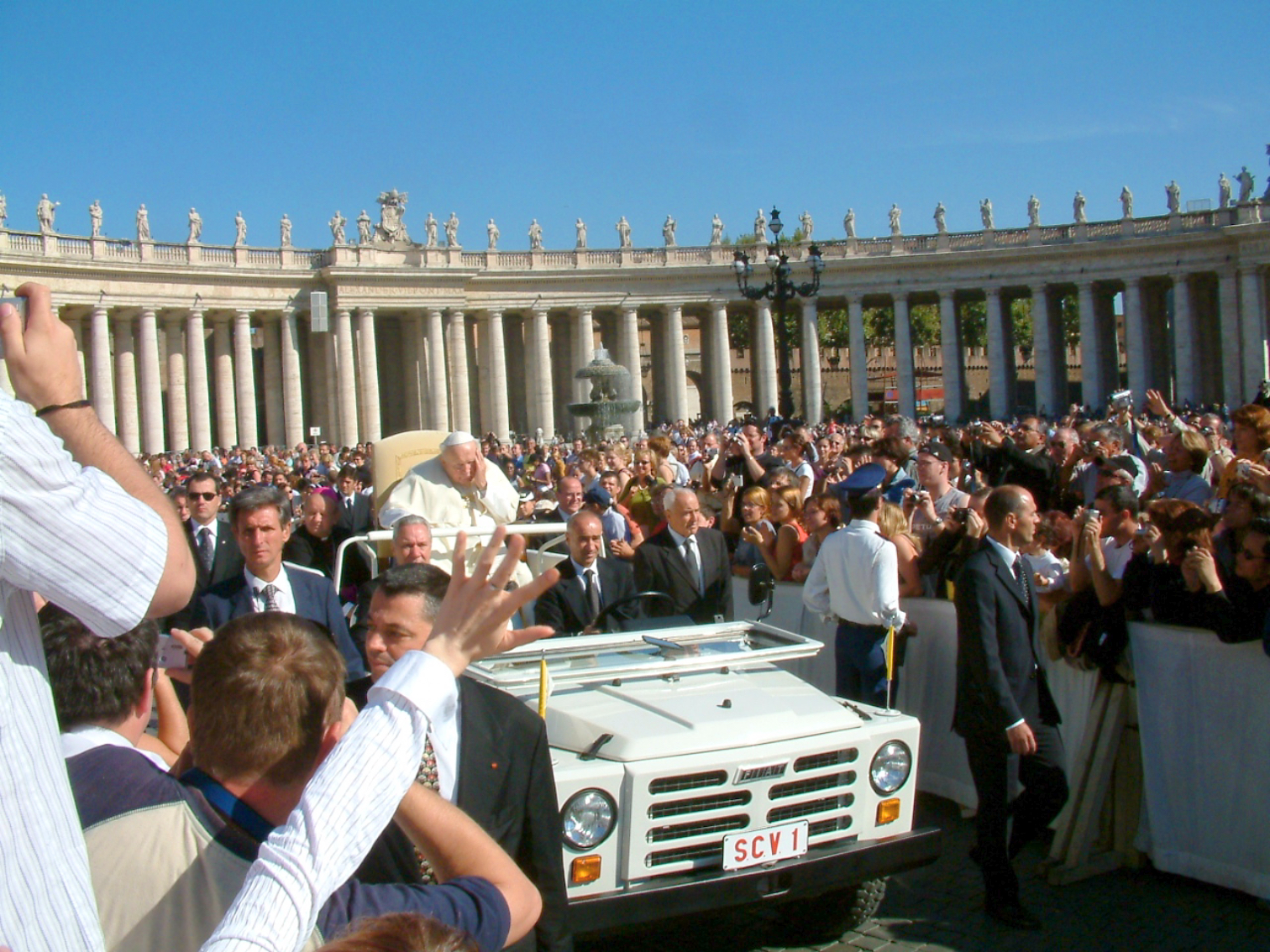
Fiat Campagnola convertido em Papamobile na Praça de São Pedro em 2004

O Fiat Campagnola foi um veículo todo o terreno produzido pela Fiat. O modelo começou a ser produzido em 1951, sofreu uma remodelação em 1974 e esteve em produção até 1987 tornando-se assim o veículo da FIAT que mais anos esteve em fabrico: 36 anos.
Após a remodelação, foi distribuído por todos os ramos das forças armadas italianas em 1975, em variadas versões, de capota rija ou de lona; mais lugares, etc.
Das várias configurações do Campagnola a mais conhecida em todo o mundo foram as versões produzidas para o Vaticano, e que foram utilizadas pelo Papa no seus percursos, e que ficaram conhecidos como Papamobile.

## Em Portugal
O Campagnola veio substituir na GNR os jipes Willys nos anos 1960.